# Santa Maria de Buiro
Santa Maria de Buiro, o la Santa Creu, o Santes Creus, és una ermita romànica de l'antic poble de Buiro, en el terme municipal d'Alins, a la comarca del Pallars Sobirà.
Es troba a uns 900 metres en línia recta al sud-est del poble d'Ainet de Besan, al nord-oest de les Bordes de Buiro, a 1.380 metres d'altitud.
No hi ha referències a aquesta església abans del 1904, quan consta com a capella de Sant Julià d'Ainet de Besan.
És una petita ermita romànica, d'una sola nau amb absis semicircular a llevant.
D'aquesta església prové una talla de fusta romànica de força interès, popularment anomenada Sant Creuet: una majestat de fusta d'uns 73 cm de mida màxima, que dona nom a l'església, ja que es tracta del Crist crucificat en majestat, coneguda popularment com a sant creuet. Es conserva en una casa particular d'Ainet de Besan.